# Selim Ben Djemia
Selim Ben Djemia (Thiais, 29 de janeiro de 1989) é um futebolista profissional tunisiano que atua como defensor.

## Carreira
Selim Ben Djemia representou o elenco da Seleção Tunisiana de Futebol no Campeonato Africano das Nações de 2015.